# Route du Jasmin
Pour les articles homonymes, voir Jasmin (homonymie).
 (mai 2016).
La Route du Jasmin est une course au large méditerranéenne fondée par Jo Minniti en 1990. Elle a lieu durant l'été et son parcours relie les deux rivages de la Méditerranée (départ de France). Généralement à destination de la Tunisie, son parcours fut modifié de 2015 à 2018 en raison de l'insécurité de la zone.

## La régate
La Route du jasmin est une régate crée en 1990 sous l'impulsion de Jo Minniti. En 2007, près de soixante bateaux prennent le départ. En 2016, quarante-trois voiliers sont alignés sur l'épreuve. En 2010, un concurrent participe à la course avec un équipage composé de personnes handicapées. À l'exception de 2013, elle s'est déroulée de manière ininterrompue depuis cette date (28ème édition en 2018). Amateur, elle se veut ludique en proposant un navigation agréable durant la période estivale.

### Parcours
Cette régate relie les deux rives de la Méditerranée, depuis celle européenne. Elle emprunte des voies maritimes fréquentées par les phéniciens.
Traditionnellement, les voiliers partent des côtes françaises à destination de celles tunisiennes,. Toutefois, à partir de 2015, l'insécurité du pays (notamment les attaques du Bardo et de Sousse) conduit l'organisation à stopper la régate en Sicile pendant 3 ans. En 2018, après un travail mené par les autorités tunisiennes et l'organisation, la régate doit retrouver son tracé habituel. 

### Économie
La régate a un impact économique fort puisqu'elle permet un afflux de tourisme plaisancier pendant la haute saison. Côté tunisien, les acteurs du domaine se sont ainsi montrés satisfaits du retour de la course en 2018. L'ambassadeur de France en Tunisie, Olivier Poivre-d'Arvor, avait d'ailleurs plaidé pour ce retour afin de soutenir économiquement le pays et son tourisme.